# Chathamscholekster
De chathamscholekster (Haematopus chathamensis) is een vogel uit de familie van scholeksters (Haematopodidae). Deze soort is in 1927 geldig als ondersoort beschreven door Ernst Hartert aan de hand van een museumexemplaar dat al in 1890 was verzameld. Het is een bedreigde, endemische vogelsoort op de Chathameilanden, een ten oosten van Nieuw-Zeeland gelegen eilandengroep onder Nieuw-Zeelands bestuur.

## Herkenning en taxonomie
De vogel is 47 tot 49 cm lang en weegt gemiddeld 540 g (vrouwtjes) of 640 g (mannetjes). De vogel lijkt sterk op de "gewone" in Eurazië voorkomende scholekster en Finsch' scholekster die voorkomt op het Zuidereiland. De chathamscholekster is wat forser en het zwart op de borst gaat geleidelijk over in wit, dus heeft geen scherpe afscheiding. De neiging om deze drie soorten tot één soort te rekenen is steeds aanwezig. Onderzoek aan het mitochondriaal DNA, waarbij ook materiaal van een op Texel in Nederland gevonden scholekster in de vergelijking is opgenomen, wijst uit dat er genetische verschillen zijn die een soortopdeling rechtvaardigen.

## Verspreiding en leefgebied
Deze soort is endemisch op de grotere Chathameilanden (45 paar), Pitt Island (12 paar) en South East Island (3 paar) en Mangere (3 paar) volgens onderzoek uit 2009. Het is een vogel van zeekusten die zijn nest bouwt op zandige of rotsige stranden, op veilige afstand van de vloedlijn.

## Status
De chathamscholekster heeft een beperkt verspreidingsgebied en daardoor is de kans op uitsterven aanwezig. De grootte van de populatie nam tot in de jaren 1980 af door predatie door verwilderde katten, eierverzamelaars en mogelijk habitatverlies door veranderingen in de vegetatie door begrazing met schapen. Daarna werden beschermingsmaatregelen genomen en nam de populatie weer toe. Sinds de eeuwwisseling is de populatie min of meer constant tussen de 50 en 250 volwassen individuen. De vogel blijft afhankelijk van actief natuurbeheer en blijft daarom als bedreigd op de Rode Lijst van de IUCN.